# تمزق وتر الرضفة
تمزق وتر الرضفة هو تمزق في الوتر الذي يربط قبعة الركبة (الرضفة) بقصبة الساق.  غالبًا ما يكون هناك ظهور مفاجئ للألم والمشي صعب.  في تمزق كامل، تقل القدرة على تمديد تلك الركبة.  قد تظهر البوب عند حدوثه.

## وصف
تتطلب الإصابة في وتر الرضفة عمومًا قوة كبيرة مثل السقوط مباشرة على الركبة أو القفز من ارتفاع. تشمل عوامل الخطر التهاب الأوتار الرضفي وفشل الكلى والسكري واستخدام الستيرويد أو الفلوروكينولون.
 هناك نوعان رئيسيان من التمزقات:
. في معظم الحالات، تمزق وتر الرضفة عند النقطة التي تعلق فيها على غطاء الركبة.  يعتمد التشخيص على الأعراض والفحص والتصوير الطبي.
يمكن علاج التمزقات الصغيرة بالراحة والتجبير، تليها العلاج الطبيعي. عادة ما تتطلب الدموع الكبيرة إجراء عملية جراحية في غضون أسبوعين. النتائج جيدة عمومًا.  المعدلات في عموم السكان ليست واضحة، ولكن في بعض الفئات المعرضة لخطر كبير يحدث حوالي 1 من كل 10,000 في السنة. وغالبًا ما تحدث في من تقل أعمارهم عن 40 عامًا.

## العلامات والأعراض
علامة تمزق وتر الرضفة هي حركة الرضفة إلى أعلى عضلات الفخذ. عندما يحدث التمزق، تفقد الرضفة الدعم من الساق وتتحرك نحو الورك عندما تنقبض عضلات الفخذ، مما يعوق قدرة الساق على التمدد. هذا يعني أن المتضررين لا يستطيعون الوقوف، حيث تنحني ركبتهم وتفسح المجال عندما يحاولون القيام بذلك.

## آلية
يعلق الجزء العلوي من وتر الرضفة على الجزء السفلي من غطاء الركبة، بينما يرتبط الجزء السفلي من وتر الرضفة بسلبة الظنبوب في مقدمة الساق. فوق سقف الركبة، يتم ربط عضلة الفخذ عبر وتر عضلة الفخذ بأعلى غطاء الركبة. يسمح هذا الهيكل للركبة بالثني والتمدد، مما يسمح باستخدام الوظائف الأساسية مثل المشي والجري.

## التشخيص

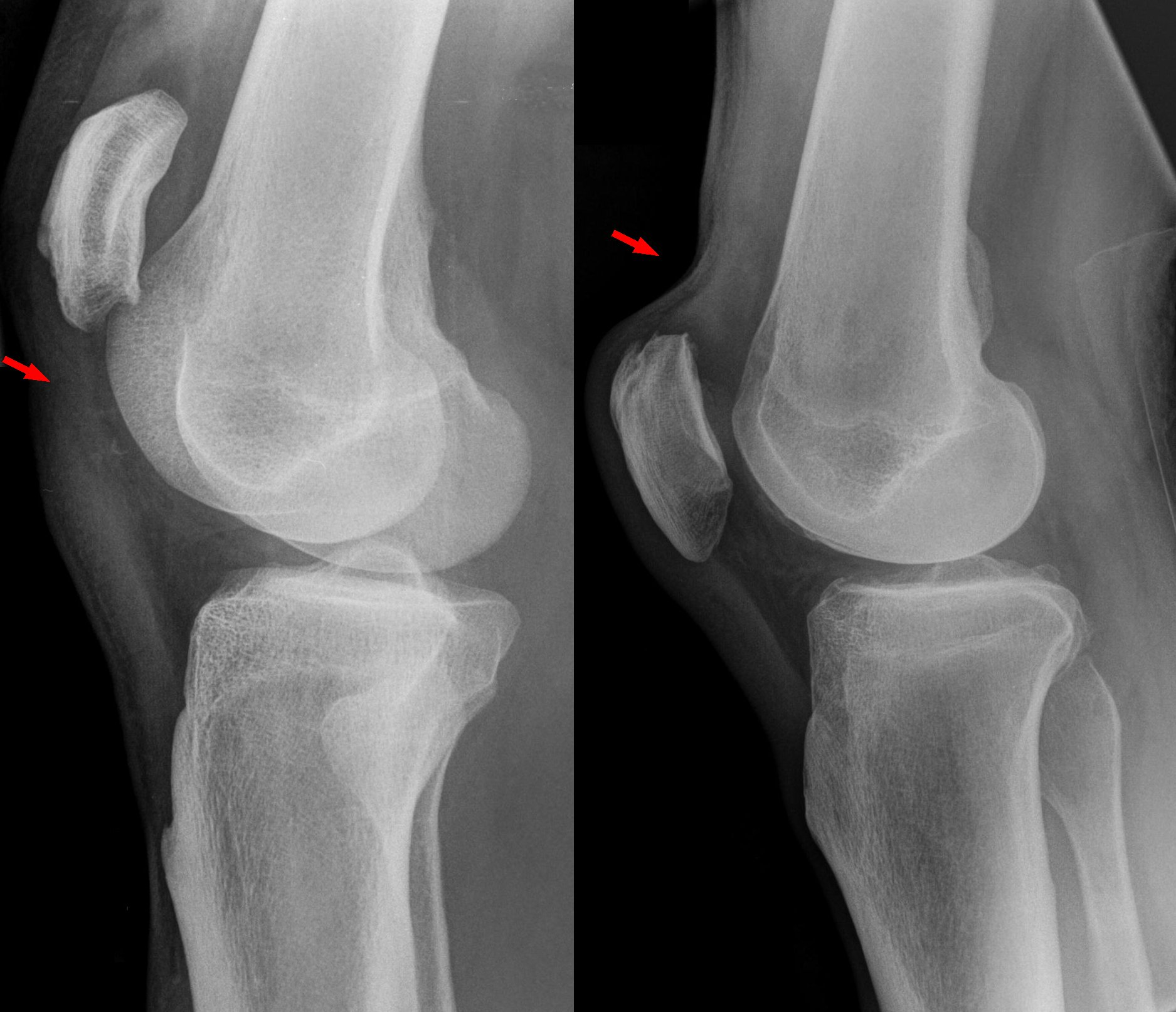
تمزق الوتر الرضفي. تمزق وتر العضلة الرباعية الرؤوس

عادة ما يتم تشخيص تمزق وتر الرضفة عن طريق الفحص البدني. العلامات الأكثر شيوعًا هي: الحنان، وفقدان النغمة في الأوتار، وفقدان القدرة على رفع الساق المستقيمة ومراقبة الرضفة عالية الركوب. من الناحية الإشعاعية، يمكن اكتشاف الرضفة ألتا باستخدام طريقة Insall و Salvati عندما تكون الرضفة أقصر من وترها. الدموع الجزئية يمكن تصورها باستخدام التصوير بالرنين المغناطيسي.

## العلاج
يجب علاج تمزق الأوتار الرضفي جراحياً. مع تطبيق عاصبة، يتعرض الوتر من خلال شق طولي متوسطي يمتد من القطب الرضفي العلوي إلى الحدبة الظنبوبية. إما أن ينزلق الأوتار (منفصل) من القطب الرضفي السفلي أو متدلي. ومع ذلك، ينبغي استعادة استمرارية ونبرة الوتر، مع مراعاة ارتفاع الرضفة. ثم يتم وضع قالب أو دعامة على مكان العملية. يبقى القالب أو الدعامة لمدة 6 أسابيع على الأقل تليها فترة غير محددة لإعادة تأهيل الركبة. تشمل المخاطر المعتادة للجراحة، بما في ذلك: العدوى، تصلب، الموت، رد فعل خياطة، فشل الشفاء المرضي، مخاطر التخدير، التهاب الوريد، الصمة الرئوية، الألم المستمر أو الضعف بعد الإصابة والإصلاح. إذا كان تمزق الأوتار تمزقًا جزئيًا (دون فصل جزأين من الوتر)، فقد تكفي طرق العلاج غير الجراحية. مستقبل الرعاية غير الجراحية لتمزق وتر الرضفة الجزئي هو على الأرجح الهندسة الحيوية. إعادة بناء الأربطة ممكنة باستخدام الخلايا الجذعية الوسيطة وسقالة من الحرير.  أثبتت هذه الخلايا الجذعية نفسها أنها قادرة على إصلاح بذور الأوتار الحيوانية التالفة.  في عام 2010، أثبتت دراسة سريرية أن التحميل الميكانيكي لكالس الأوتار أثناء مرحلة إعادة التشكيل يؤدي إلى الشفاء عن طريق التجديد.